# Liste des musées des Pyrénées-Atlantiques
Cette page liste les musées des Pyrénées-Atlantiques.

## Arette
- Maison du Barétous

## Arudy
- Musée d'Arudy - Maison d'Ossau (Musée de France)

## Arzacq-Arraziguet
- Maison du jambon de Bayonne

## Bayonne
- Musée Bonnat-Helleu

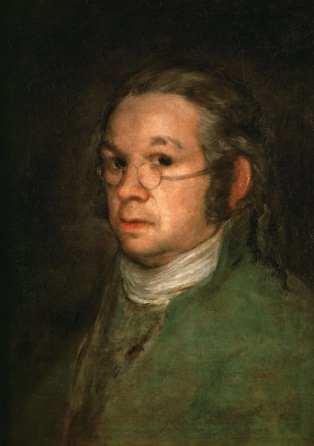
Autoportrait de Goya (musée Bonnat-Helleu).

- Musée basque et de l'histoire de Bayonne (Musée de France)
- Muséum d'histoire naturelle (Musée de France)
- Musée du chocolat - L'atelier du chocolat
- Musée du rugby

## Biarritz
- Musée Asiatica - Musée d'art oriental
- Cité de l'Océan
- Musée de la Mer
- Planète chocolat - Musée du chocolat[1] (fermé en 2018)
- Musée historique de Biarritz
- Musée historique du Biarritz Olympique

## Cambo-les-Bains
- Villa Arnaga - Demeure d'Edmond Rostand (Musée de France)

## Came
- Musée de la chaise

## Claracq
- Musée gallo-romain, villa gallo-romaine de Lalonquette[2] : ce musée archéologique retrace les 500 ans d'histoire de la villa antique de l'Arribèra deus Gleisiars de Lalonquette en réservant une place de choix à l'exposition des mosaïques découvertes. Il présente l'histoire de ce site rural qui a vu le jour et s'est développé du Ier siècle au Ve siècle de notre ère[3].

## Garlin
- Musée des Vieux Outils Gérard Hourugou - ARASCLET

## Garos
- Espace muséographique de la poterie de Garos et Bouillon

## Guéthary
- Musée municipal Saraléguinéa (Musée de France)

## Hasparren
- Maison Eyhartzea (Francis Jammes)

## Hendaye
- Château d'Abbadia

## Laàs
- Musée Serbat

## Larceveau-Arros-Cibits
- Harriak Iguzkitan - Centre d'Interprétation des stèles du Pays Basque

## Lescar
- Musée de Lescar

## Lourdios-Ichère
- Écomusée Un village se raconte

## Morlanne
- Château de Morlanne

## Nay
- Musée du béret

## Navarrenx
- La Poudrière

## Oloron-Sainte-Marie
- Villa Pays d'art et d'histoire

## Orthez
- maison Chrestia - musée Francis Jammes
- Musée Jeanne d'Albret

## Pau

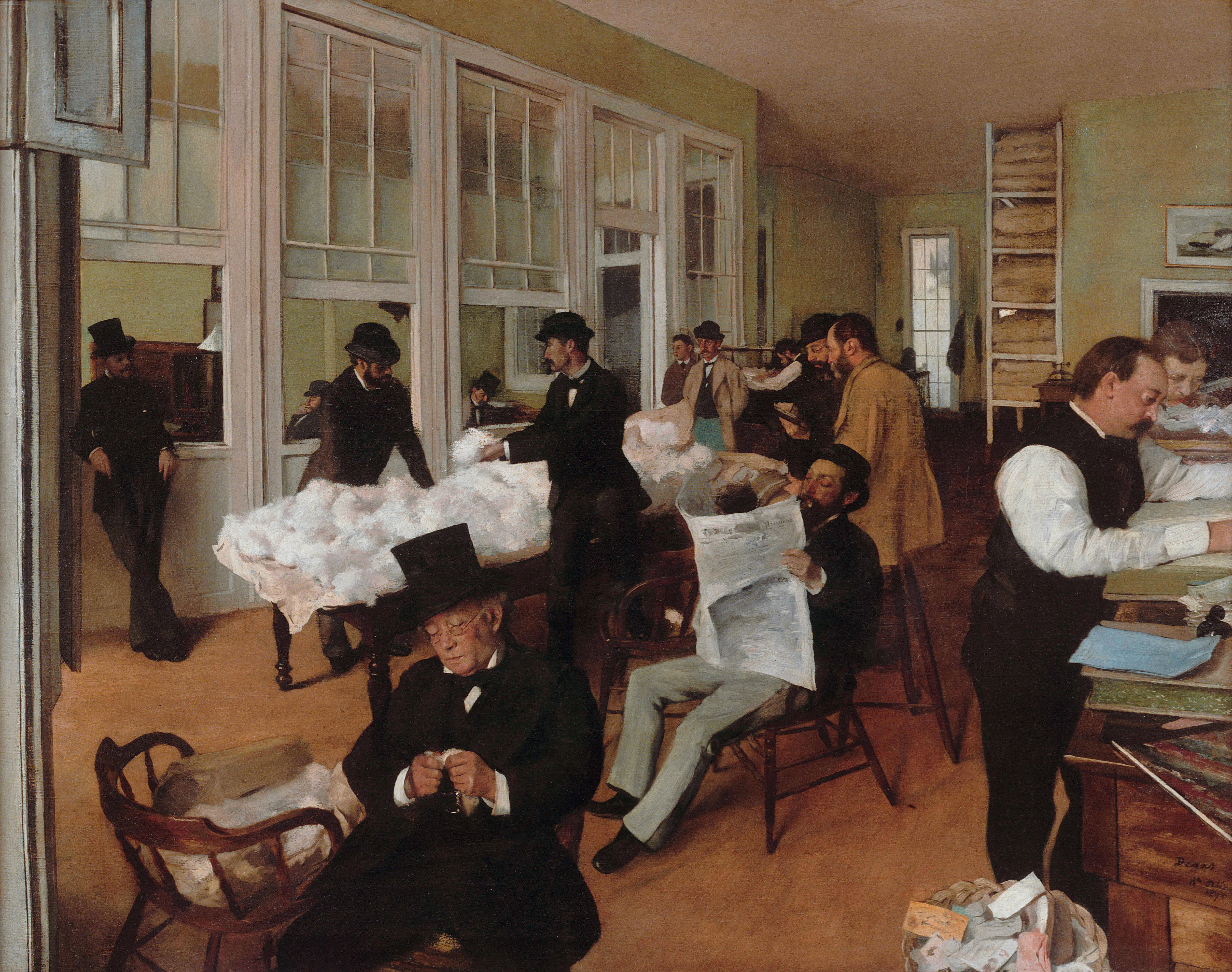
Degas : Musée des Beaux-Arts de Pau.

- Musée national du château de Pau (Musée de France)
- Musée Bernadotte (Musée de France)
- Musée de la Résistance et de la Déportation
- Musée des Beaux-Arts (Musée de France)
- Musée des parachutistes de Pau
- Musée Pau ville anglaise
- Musée béarnais (Musée de France)

## Saint-Faust
- la Cité des abeilles (fermé en 2013, transféré à Génos en Haute-Garonne)

## Saint-Jean-de-Luz
- Musée Grévin (fermé en 2007)

## Saint-Jean-Pied-de-Port
- Prison des Evêques

## Saint-Pée-sur-Nivelle
- Écomusée de la Pelote et du Xistera Pilotari

## Salies-de-Béarn
- les Salines de Salies-de-Béarn
- Musée du sel et des traditions béarnaises

## Sare
- Musée du gâteau basque

## Sarrance
- Écomusée de la vallée d'Aspe